# Jacques Leclercq
Jacques Leclercq (Bruselas, 1891 - Beaufays, 1971) fue un intelectual y filósofo belga. 
Licenciado en Derecho por la Universidad Libre de Bruselas y en Filosofía en la Universidad Católica de Lovaina, fue ordenado sacerdote en 1917. Fue teólogo y profesor de la Universidad Saint-Louis en Bruselas y la Universidad Católica de Lovaina, fundó y dirigió desde 1926 la revista City cristiana.
Además de numerosas publicaciones, Jacques Leclercq participó en la fundación de la Facultad de Ciencias Políticas y Sociales y de la Sociedad de Estudios Políticos y Sociales. En 1955 se inauguró el Centro de Investigaciones Sociológicas. El edificio que alberga la Facultad de Ciencias Políticas y Sociales de la Universidad Católica de Lovaina lleva su nombre.
A principios de 1960, se mostró entusiasmado con el Concilio Vaticano II, con el que comparte muchos valores. 
Toma partido en 1945 en favor de la creación de un movimiento regionalista valón de inspiración cristiana, Renovación Valona, y escribe en 1963 un llamamiento a los católicos a apoyar el movimiento valón titulado Los católicos y la cuestión valona.

## Filosofía moral
En su libro Las grandes líneas de la filosofía moral, J. Leclercq trata de proporcionar un fundamento metafísico de la filosofía moral. Uno de sus rasgos es la estructura misma de la parte sistemática del libro (partes III y IV), donde habla de lo bueno, lo verdadero, lo bello, la felicidad, la libertad, el mal, la obligación, de la naturaleza, la perfección, el castigo, el orden, el sacrificio, el servicio, etc. Se basa en la metafísica de Tomás de Aquino, con el que pretende desarrollar el pensamiento moral de este último. Un examen crítico es el tema del libro La Filosofía Moral de Santo Tomás en el pensamiento contemporáneo. J. Leclercq, a raíz de Thomas, basada no en la obligación moral, pero sí el amor al bien.
Presenta las líneas morales que ha habido en la historia de la ética, advierte que cada uno de los modelos presenta una perspectiva interesante. La parte débil de cada una de ellas está en lo que olvidan o descuidan y no en lo que afirman. Así Kant sería un genio en la moral relativa al deber u obligación pero descuida el amor o el sentimiento. Scheler al contrario. En vez de contraponer las distintas visiones morales lo mejor es escoger lo bueno de cada uno para obtener una visión completa de la visión moral. Para su estudio hace una agrupación de tres tipos de visiones:
1. Estudia los negadores de la moral, es una constante en la historia de la moral. Escepticismo, relativismo, positivismo, etc. Es propia de una laxitud intelectual, propio de una decadencia, de épocas de crisis, suele venir después de grandes exaltaciones. Detrás de un escéptico hay un dogmático, dirá Leclercq.
2. Estudia entre los que afirman a los empíricos. Consideran que no hay nada superior al hombre. Los fundamentos morales están en la experiencia del hombre. Se puede medir y pesar. Utilitarismo, hedonismo, altruismo, los críticos. Casi todos niegan la metafísica.
3. Estudia las entre los que afirman las morales racionales. Buscan el fundamento de la moral en un principio racional que sobrepasa al hombre. Kant, Aristóteles, etc. Es más que el hombre aunque el hombre la descubre.

## Publicaciones
- Leclercq, Jacques (2005). La alegría de envejecer. Ediciones Sígueme. ISBN 978-84-301-0271-6.
- Leclercq, Jacques (1969). Creer en Jesucristo. Ediciones Mensajero. ISBN 978-84-271-0681-9.
- Leclercq, Jacques (1958). Cristianismo auténtico. Dinor. ISBN 978-84-7062-016-4.
- Leclercq, Jacques (1965). De la vida serena. Ediciones Rialp. ISBN 978-84-321-0908-9.
- Leclercq, Jacques (1994). De pie bajo el sol: el triunfo de la condición humana. Narcea de Ediciones. ISBN 978-84-277-1091-7.
- Leclercq, Jacques (1965). El derecho y la sociedad: sus fundamentos. Herder Editorial. ISBN 978-84-254-0223-4.
- Leclercq, Jacques (1965). Derechos y deberes del hombre: según el derecho natural. Herder Editorial. ISBN 978-84-254-0224-1.
- Leclercq, Jacques (1977). El dia de l'home. Editorial Claret. ISBN 978-84-7263-032-1.
- Leclercq, Jacques (1971). ¿Dónde va nuestra Iglesia?. Stvdivm. ISBN 978-84-304-0148-2.
- Leclercq, Jacques;  Philippe, Jacques (2014). Elogio de la pereza; El instante presente. Ediciones Rialp. ISBN 978-84-321-4427-1.
- Leclercq, Jacques; Philippe, Jacques (2014). Elogio de la pereza; El instante presente. Ediciones Rialp. ISBN 978-84-321-4434-9.
- Leclercq, Jacques (1978). La familia. Herder Editorial. ISBN 978-84-254-0107-7.
- Leclercq, Jacques (1965). Filosofía e historia de la civilización. Ediciones Guadarrama. ISBN 978-84-250-5121-0.
- Leclercq, Jacques (1967). Las grandes líneas de la filosofía moral. Editorial Gredos. ISBN 978-84-249-2002-9.
- Leclercq, Jacques (1977). Las grandes líneas de la filosofía moral. Editorial Gredos. ISBN 978-84-249-2001-2.
- Leclercq, Jacques (1961). Introducción a las ciencias sociales. Ediciones Guadarrama. ISBN 978-84-250-6002-1.
- Leclercq, Jacques (1969). Jeanne d'Arc. Rauter. ISBN 978-84-7251-043-2.
- Leclercq, Jacques (1983). La joia d'envellir. Publicacions Abadía Montserrat. ISBN 978-84-7202-171-6.
- Leclercq, Jacques (1990). La joia d'envellir. Publicacions Abadía Montserrat. ISBN 978-84-7826-122-2.
- Leclercq, Jacques (1971). La joia d'envellir. Publicacions Abadía Montserrat. ISBN 978-84-7202-102-0.
- Leclercq, Jacques (1966). La llibertat d'opinió i els catòlics. Editorial Ariel. ISBN 978-84-344-5104-9.
- Leclercq, Jacques (1960). Madre de nuestra alegría. Desclée de Brouwer. ISBN 978-84-330-0141-2.
- Leclercq, Jacques (1963). El matrimonio cristiano. Ediciones Rialp.
- Leclercq, Jacques (1981). El matrimonio cristiano. Ediciones Rialp. ISBN 978-84-321-0882-2.
- Leclercq, Jacques (1973). El matrimonio cristiano. Ediciones Rialp. ISBN 978-84-321-0881-5.
- Leclercq, Jacques (1968). Matrimonio de amor hoy. Desclée de Brouwer. ISBN 978-84-330-0263-1.
- Leclercq, Jacques (1967). Matrimonio natural y matrimonio cristiano. Herder Editorial. ISBN 978-84-254-0149-7.
- Leclercq, Jacques (1964). Mi vocación cristiana. Desclée de Brouwer. ISBN 978-84-330-0082-8.
- Leclercq, Jacques (1968). La mujer hoy y mañana. Ediciones Sígueme. ISBN 978-84-301-0160-3.
- Leclercq, Jacques (1964). Problema de la fe en los medios intelectuales del siglo XX. Desclée de Brouwer. ISBN 978-84-330-0071-2.
- Leclercq, Jacques (1967). El sacerdote ante Dios y ante los hombres. Ediciones Sígueme. ISBN 978-84-301-0109-2.
- Leclercq, Jacques (1955). Santa Catalina de Siena. Ediciones Rialp. ISBN 978-84-321-0929-4.
- Leclercq, Jacques (1957). Siguiendo el año litúrgico. Ediciones Rialp. ISBN 978-84-321-0915-7.
- Leclercq, Jacques (1965). Treinta meditaciones sobre la vida cristiana. Desclée de Brouwer. ISBN 978-84-330-0153-5.
- Leclercq, Jacques (1964). La vida de Cristo en su Iglesia. Desclée de Brouwer. ISBN 978-84-330-0125-2.